# 维勒蒙泰
维勒蒙泰（法語：Villemontais，法語發音：[vilmɔ̃tɛ]）是法国卢瓦尔省的一个市镇，位于该省北部，属于罗阿讷区。

## 地理
维勒蒙泰（45°58'45"N, 3°57'2"E）面积12.73 平方千米，位于法国奥弗涅-罗讷-阿尔卑斯大区卢瓦尔省，该省份为法国中南部省份，北起顺时针与索恩-卢瓦尔省、罗讷省、伊泽尔省、阿尔代什省、上盧瓦爾省、多姆山省和阿列省接壤。
与维勒蒙泰接壤的市镇（或旧市镇、城区）包括：圣阿尔邦莱索、阿尔孔、舍里耶、朗蒂尼、圣让-卢瓦尔河畔圣莫里斯。

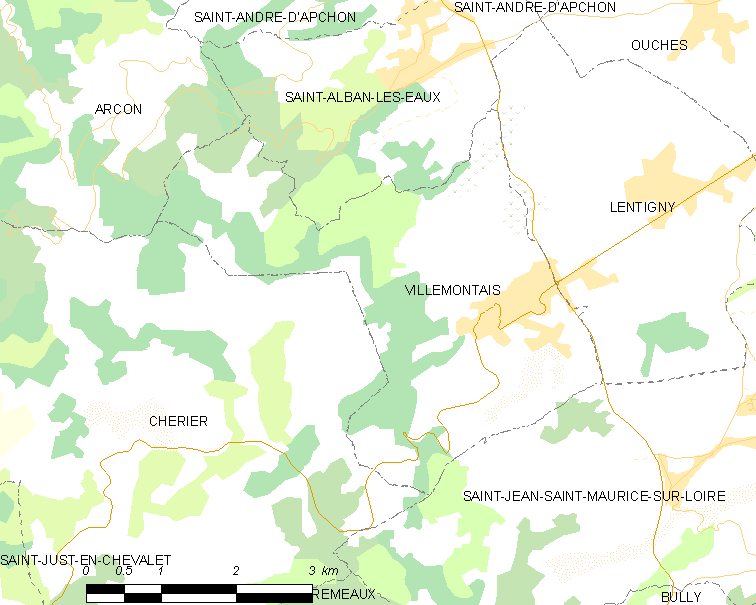
维勒蒙泰的OSM定位图

维勒蒙泰的时区为UTC+01:00、UTC+02:00（夏令时）。

## 行政
维勒蒙泰的邮政编码为42155，INSEE市镇编码为42331。

## 政治
维勒蒙泰所属的省级选区为勒奈松县。

## 人口

1962-2008年间维勒蒙泰人口变化图示

维勒蒙泰于2022年1月1日时的人口数量为1045人。